# The Curse (Napalm Death)
The Curse è il primo EP  del gruppo grindcore britannico dei Napalm Death, pubblicato nel 1988 dalla Earache Records. 
Inizialmente venne distribuito come EP bonus insieme a From Enslavement to Obliteration.

## Tracce
1. The Curse – 3:17
2. Musclehead – 0:51
3. Your Achievement? – 0:06
4. Dead – 0:05
5. Morbid Deceiver – 0:45

## Formazione
- Lee Dorrian - voce
- Shane Embury - basso
- Bill Steer - chitarra
- Mick Harris - batteria